# Élections infranationales boliviennes de 2021
Les élections infranationales boliviennes de 2021 ont lieu le 7 mars 2021 afin de pourvoir pour cinq ans les postes des gouverneurs départementaux, des membres des assemblées législatives départementales, des vice-gouverneurs de Santa Cruz, Tarija et Pando, des sous-gouverneurs au Beni, des membres de l'Assemblée régionale de la région autonome du Gran Chaco ainsi que ceux des conseillers municipaux et des maires boliviens. Un deuxième tour a lieu le 11 avril suivant dans certains départements. 
Les élections sont marquées par un net recul du Mouvement vers le socialisme pour les élections aux postes de gouverneurs, le parti n'obtient que trois sièges comparativement à six en 2015.

## Contexte
Initialement prévues en 2020, les élections régionales sont reportées du fait de la crise post-électorale de 2019 qui entraîne la tenue de manière anticipée des élections générales de 2020, elles-mêmes également reportées à trois occasions en raison notamment de la pandémie de COVID-19. Effectivement, la période d'instabilité sociale et politique subséquente aux élections générales de 2019 force la démission du président Evo Morales et entraîne l'annulation de ces élections par l'Assemblée législative plurinationale. De nouvelles élections générales se tiennent finalement le 18 octobre 2020.
En novembre 2020, le Tribunal suprême électoral (TSE) annonce la tenue des élections régionales pour le 7 mars 2021. Avec ces scrutins, la Bolivie devient le premier pays au monde à organiser deux élections à l'échelle nationale depuis le début de la pandémie de COVID-19.

## Système électoral
Le processus électoral est à la fois régi par des règles nationales et par des règles propres à chaque département. Il demeure néanmoins généralement le même dans tout le pays, à l'exception de certaines variations qui tiennent compte de spécificités régionales. Les élections sont organisées par l'Organe électoral plurinational, qui constitue le pouvoir électoral bolivien et qui est formé du TSE et de tribunaux électoraux départementaux (TED). 
En ce qui a trait aux gouverneurs départementaux, ceux-ci sont élus au scrutin uninominal majoritaire à deux tours. Un candidat doit être élu avec 50 % des voix ou avec 40 % des voix et 10 % d'écart avec le deuxième candidat ayant accumulé le plus de voix. Si l'une de ces deux situations ne se produit pas, un second tour est organisé entre les deux candidats ayant obtenu le plus de voix afin de déterminer le vainqueur. Cette manière de fonctionner est la même qu'au niveau national lors de l'élection du président de l'État. Ce second tour n'est pas utilisé pour l'élection des maires, qui sont élus au scrutin uninominal majoritaire à un tour. 
Dans les départements où il existe la fonction de vice-gouverneur, celui-ci est élu en tant que colistier du candidat au poste de gouverneur, comme le vice-président au niveau national.   
La date d'entrée en fonction des gouverneurs départementaux dépend de l'éventualité d'un second tour. Le président du Tribunal suprême électoral, Salvador Romero, annonce que celle-ci est prévue le 30 ou le 31 mars si aucun second tour ne doit être organisé, ou entre le 3 et le 5 mai, dans le cas contraire. L'organisation d'un second tour dans un seul département a pour effet de retarder la date d'entrée en fonction de tous les gouverneurs départementaux. 

### Postes à pourvoir
L'ensemble des départements boliviens doit élire un gouverneur et des membres d'assemblée qui formeront une assemblée législative départementale. Le gouverneur constitue le chef de l'exécutif et la plus haute autorité politique d'un département. Les départements ont une certaine latitude leur permettant d'organiser leur composition électorale, certains disposent donc de postes électifs particuliers.  
La fonction de vice-gouverneur n'existe que dans trois départements, soit ceux de Pando, de Santa Cruz et de Tarija, alors que celles de sous-gouverneur et de corregidor n'existent que dans le Beni, où chaque municipalité bénéficie d'un corregidor en plus d'un maire et où chaque province bénéficie d'un sous-gouverneur. 
En vertu de la constitution, certaines municipalités et provinces d'un même département partageant certaines caractéristiques communes peuvent s'unir en région et constituer un espace commun de planification et de gestion. Ces régions peuvent également constituer des assemblées régionales qui bénéficient d'une certaine autonomie politique et administrative. Une seule région existe en Bolivie, soit celle du Gran Chaco dans le département de Tarija. 
La constitution bolivienne prévoit également des postes électifs réservés aux peuples indigènes minoritaires, soit tous les peuples indigènes du pays à l'exception des Aymaras et des Quechuas. Ces peuples peuvent élire leurs représentants selon des normes et des coutumes qui leur sont propres,.  
| Autorités                                        | Chuquisaca | La Paz | Santa Cruz | Cochabamba | Tarija | Potosí | Oruro | Beni | Pando | Total |
| ------------------------------------------------ | ---------- | ------ | ---------- | ---------- | ------ | ------ | ----- | ---- | ----- | ----- |
| Gouverneur                                       | 1          | 1      | 1          | 1          | 1      | 1      | 1     | 1    | 1     | 9     |
| Vice-gouverneur                                  | –          | –      | 1          | –          | 1      | –      | –     | –    | 1     | 3     |
| Sous-gouverneur                                  | –          | –      | –          | –          | –      | –      | –     | 8    | –     | 8     |
| Corregidor                                       | –          | –      | –          | –          | –      | –      | –     | 19   | –     | 19    |
| Membre d'assemblée départementale par territoire | 10         | 20     | 15         | 16         | 12     | 16     | 16    | 24   | 15    | 144   |
| Membre d'assemblée départementale par population | 9          | 20     | 8          | 16         | 15     | 16     | 16    | –    | 3     | 103   |
| Membre d'assemblée départementale indigène       | 2          | 5      | 5          | 2          | 3      | –      | 1     | 4    | 3     | 25    |
| Total                                            | 22         | 46     | 30         | 35         | 32     | 33     | 34    | 56   | 23    | 311   |

## Forces en présence
Selon les données du Tribunal suprême électoral, il s'est présenté un total de 20 337 personnes au sein de 221 organisations politiques en vue des élections. 

### Partis et coalitions politiques nationaux habilités
Le tableau suivant présente les partis et coalitions politiques d'envergure nationale qui sont habilités pour participer et présenter des candidats dans l'ensemble des départements du pays.
| Parti | Parti                                  | Participation | Participation | Participation | Participation | Participation | Participation | Participation | Participation | Participation |
| Parti | Parti                                  | Chuquisaca    | La Paz        | Santa Cruz    | Cochabamba    | Tarija        | Potosí        | Oruro         | Beni          | Pando         |
| ----- | -------------------------------------- | ------------- | ------------- | ------------- | ------------- | ------------- | ------------- | ------------- | ------------- | ------------- |
|       | Unité civique de solidarité            |               |               |               |               |               |               |               |               |               |
|       | Creemos                                |               |               |               |               |               |               |               |               |               |
|       | Parti démocrate-chrétien               |               |               |               |               |               |               |               |               |               |
|       | Mouvement vers le socialisme           |               |               |               |               |               |               |               |               |               |
|       | Front pour la victoire                 |               |               |               |               |               |               |               |               |               |
|       | Parti d'action nationale bolivien      |               |               |               |               |               |               |               |               |               |
|       | Communauté civique                     |               |               |               |               |               |               |               |               |               |
|       | Front d'unité nationale                |               |               |               |               |               |               |               |               |               |
|       | Mouvement démocrate social             |               |               |               |               |               |               |               |               |               |
|       | Mouvement nationaliste révolutionnaire |               |               |               |               |               |               |               |               |               |
|       | Action démocratique nationaliste       |               |               |               |               |               |               |               |               |               |
|       | Mouvement Troisième système            |               |               |               |               |               |               |               |               |               |

## Résultats

### Gouverneurs

Départements ayant élu leur gouverneur au premier tour.

Les tableaux suivants présentent les résultats obtenus aux postes de gouverneurs départementaux dans chaque département. Il est à noter que seuls les gouverneurs du Beni, de Cochabamba, de Potosí, d'Oruro et de Santa Cruz sont élus au premier tour. Un second tour a lieu le 11 avril 2021 entre les deux meilleurs candidats de chaque département où le meilleur candidat n'a pas obtenu plus de 50 % des voix ou au moins 40 % des voix avec 10 % d'écart avec le deuxième candidat ayant accumulé le plus de voix. Les départements visés par un deuxième tour sont ceux de Chuquisaca, de La Paz, de Pando et de Tarija. 
Considérant la tenue de ce second tour, les autorités élues de la totalité des départements entreront en fonction le 3 mai 2021. 

#### Beni
La course dans le département du Beni se disputait principalement entre le candidat du Mouvement Troisième système, un parti issu de la Bolivie andine fondé par le gouverneur de La Paz (2015-2021), Félix Patzi, le candidat du Mouvement vers le socialisme et ancien gouverneur du département (2015-2019), Alex Ferrier et la candidate de la coalition Ahora, notamment formée de l'Unité nationale, et ancienne présidente intérimaire du pays (2019-2020), Jeanine Áñez.
Le scrutin est finalement remporté par le candidat du Mouvement Troisième système, Alejandro Unzueta, un dentiste de la région connu pour avoir porté assistance dans la campagne régionale de soins contre la COVID-19. Il remporte le poste de gouverneur avec 41,75 % des voix, suivi par Alex Ferrier avec 22,23 % des voix. Ceci représentant plus de 40 % des voix avec 10 % d'écart avec le second candidat permet d'éviter la tenue d'un second tour. Après sa victoire, Unzueta affirme qu'il ne sera pas un opposant du Mouvement vers le socialisme, le parti qui gouverne au niveau national.  
| Partis                   | Partis                                                                  | Candidats                | Voix    | %     |
| ------------------------ | ----------------------------------------------------------------------- | ------------------------ | ------- | ----- |
|                          | Mouvement Troisième système                                             | Alejandro Unzueta        | 83 732  | 41,79 |
|                          | Mouvement vers le socialisme                                            | Alex Ferrier             | 44 494  | 22,21 |
|                          | Ahora                                                                   | Jeanine Áñez             | 26 620  | 13,29 |
|                          | Unis pour le Beni                                                       | Fernando Aponte          | 24 149  | 12,05 |
|                          | Changeons                                                               | Ruddy Destre             | 6 616   | 3,30  |
|                          | Nationalités autonomes pour un changement et un pouvoir révolutionnaire | Javier Chávez            | 6 466   | 3,23  |
|                          | Centrale des peuples indigènes du Beni                                  | Marco Antonio Suárez     | 4 898   | 2,44  |
|                          | Unité et espoir pour le Beni                                            | Jesus Alberto Rivero     | 2 107   | 1,05  |
|                          | Front pour la victoire                                                  | Marcial Fabricano        | 1 280   | 0,64  |
|                          |                                                                         |                          |         |       |
| Votes valides            | Votes valides                                                           | Votes valides            | 200 362 | 87,49 |
| Votes blancs et nuls     | Votes blancs et nuls                                                    | Votes blancs et nuls     | 28 630  | 12,51 |
| Total                    | Total                                                                   | Total                    | 228 992 | 100   |
| Abstention               | Abstention                                                              | Abstention               | 46 803  | 16,97 |
| Inscrits / participation | Inscrits / participation                                                | Inscrits / participation | 275 795 | 83,03 |

#### Chuquisaca
La course au poste de gouverneur du département de Chuquisaca s'est effectuée entre six candidats, dont les principaux meneurs, tout au long de la campagne électorale, sont Damián Condori de la coalition Chuquisaca Somos Todos (CST) et Juan Carlos León du Mouvement vers le socialisme (MAS). 
En février, les partis politiques à la traîne dans les sondages discutent en vue de former une alliance, sous l'impulsion du candidat de la Communauté civique, Rodolfo Payllo. Aucun candidat n'a voulu abandonner, à l'exception du candidat du Front d'unité nationale qui apporte ses appuis au candidat de Bolivia Somos Todos,. 
Tel qu'anticipé, Damián Condori de CST remporte le premier tour avec 45,62 % des voix contre Juan Carlos León du MAS qui remporte la deuxième position avec 39,12 % des voix. En vertu des lois électorales, ces deux candidats s'affronteront lors d'un second tour. Les autres candidats n'obtiennent qu'environ 5 % des voix ou moins. 
Au terme d'un second tour, Damián Condori l'emporte largement avec 57,32 % des voix contre Juan Carlos León avec 42,68 %. Le MAS, bien qu'il ait perdu, domine l'assemblée législative départementale, où il contrôle 14 des 21 sièges. 
| Partis                   | Partis                                 | Candidats                | Premier tour | Premier tour | Second tour | Second tour |
| Partis                   | Partis                                 | Candidats                | Voix         | %            | Voix        | %           |
| ------------------------ | -------------------------------------- | ------------------------ | ------------ | ------------ | ----------- | ----------- |
|                          | Chuquisaca Somos Todos                 | Damián Condori           | 123 885      | 45,62        | 159 519     | 57,32       |
|                          | Mouvement vers le socialisme           | Juan Carlos León         | 106 250      | 39,12        | 118 765     | 42,68       |
|                          | Bolivia Somos Todos Chuquisaca         | Álvaro Barañado          | 13 793       | 5,08         |             |             |
|                          | Unidos para Chuquisaca                 | Moisés Torres Chivé      | 12 906       | 4,75         |             |             |
|                          | Communauté civique - Autonomies        | Rodolfo Payllo           | 12 779       | 4,71         |             |             |
|                          | Mouvement nationaliste révolutionnaire | Faustino Vera            | 1 958        | 0,72         |             |             |
|                          |                                        |                          |              |              |             |             |
| Votes valides            | Votes valides                          | Votes valides            | 271 571      | 86,02        | 278 284     | 94,30       |
| Votes blancs et nuls     | Votes blancs et nuls                   | Votes blancs et nuls     | 44 122       | 13,97        | 16 817      | 5,70        |
| Total                    | Total                                  | Total                    | 315 693      | 100          | 295 101     | 100         |
| Abstention               | Abstention                             | Abstention               | 58 154       | 15,56        | 78 487      | 21,01       |
| Inscrits / participation | Inscrits / participation               | Inscrits / participation | 373 847      | 84,44        | 373 588     | 78,99       |

#### Cochabamba
Bien qu'au total, il se soit présenté neuf candidats au poste de gouverneur du département de Cochabamba, la course se dispute principalement entre le candidat du Mouvement vers le socialisme (gauche), Humberto Sánchez et le candidat de la coalition Súmate (droite), Henry Paredes. 
Le scrutin est remporté facilement par Humberto Sánchez du Mouvement vers le socialisme avec 57,44 % des voix, ceci lui permettant d'éviter un second tour. Il s'agit de la plus grande majorité obtenue parmi tous les résultats aux élections de gouverneurs départementaux lors de cet exercice électoral. Le candidat Henry Paredes obtient la seconde place avec 25,17 % des voix.  
| Partis                   | Partis                            | Candidats                | Voix      | %     |
| ------------------------ | --------------------------------- | ------------------------ | --------- | ----- |
|                          | Mouvement vers le socialisme      | Humberto Sánchez         | 609 973   | 57,44 |
|                          | Súmate                            | Henry Paredes            | 267 308   | 25,17 |
|                          | Mouvement Troisième système       | José Carlos Sánchez      | 78 805    | 7,42  |
|                          | Unis pour Cochabamba              | Juan Flores              | 46 030    | 4,33  |
|                          | Communauté civique - Autonomies   | José Luis Flores         | 21 875    | 2,06  |
|                          | Somos Renovación                  | Fausto Challapa          | 15 504    | 1,46  |
|                          | Parti démocrate-chrétien          | Limber Morejón           | 8 327     | 0,78  |
|                          | Parti d'action nationale bolivien | William Zapata           | 7 494     | 0,71  |
|                          | Front pour la victoire            | Reynaldo Becerra         | 6 665     | 0,63  |
|                          |                                   |                          |           |       |
| Votes valides            | Votes valides                     | Votes valides            | 1 061 981 | 91,14 |
| Votes blancs et nuls     | Votes blancs et nuls              | Votes blancs et nuls     | 103 245   | 8,86  |
| Total                    | Total                             | Total                    | 1 165 226 | 100   |
| Abstention               | Abstention                        | Abstention               | 187 710   | 13,87 |
| Inscrits / participation | Inscrits / participation          | Inscrits / participation | 1 352 936 | 86,13 |

#### La Paz
Un total de quatorze partis politiques présentent un candidat au poste de gouverneur du département de La Paz, soit le plus grand nombre de candidatures parmi tous les départements boliviens. Au début de la campagne électorale, le candidat du parti Jallalla (Juntos al Llamado de los Pueblos - La Paz ; Ensemble à l'appel des peuples - La Paz), Felipe Quispe, est donné favori avec 25 % des intentions de vote. Celui-ci meurt toutefois d'une crise cardiaque, le 19 janvier 2021. À la suite d'une course interne, son fils, Santos Quispe, est élu candidat du parti au poste de gouverneur départemental. 
Le nouveau candidat de Jallalla demeure parmi les favoris de cette course, avec le candidat du Mouvement vers le socialisme (MAS), Franklin Flores et le candidat de Somos Pueblo, Rafael Quispe. Somos Pueblo est une alliance créée en 2019 et formée notamment du Mouvement démocrate social. Le gouverneur sortant, Félix Patzi, se représente sous l'étiquette du Mouvement Troisième système (MTS), un parti qu'il a fondé et qu'il dirige, il ne semble toutefois pas dans une position pour remporter la course.   
Le premier tour est remporté par Franklin Flores du MAS avec 39,70 % des voix contre 25,18 % pour le candidat de Jallalla, Santos Quispe. En vertu des règles électorales, il manquait 0,30 % au candidat du MAS afin qu'il puisse éviter un second tour.   
En vue du second tour, le MAS reçoit l'appui du Parti d'action nationale bolivien et du MTS, ce qui embarrasse des secteurs du MTS du département de Pando, où le parti affronte le MAS au second tour. Le chef du MTS signale cependant que la décision du MTS du département de La Paz n'engage qu'eux seuls et que l'autonomie des unités départementales du parti constitue l'un des principes du parti.   
Au terme du second tour, Santos Quispe l'emporte avec 55,23 % des voix contre 44,77 % des voix pour Franklin Flores.  
Le 28 avril 2021, avant même d'être investi comme gouverneur, Quispe, rompt toute association avec le parti Jallalla et se présente comme chef du parti Adelante Pueblo Unido. Le lendemain, il déclare notamment avoir reçu des menaces de mort de la part du chef du parti, Leopoldo Chui.  
| Partis                   | Partis                            | Candidats                | Premier tour | Premier tour | Second tour | Second tour |
| Partis                   | Partis                            | Candidats                | Voix         | %            | Voix        | %           |
| ------------------------ | --------------------------------- | ------------------------ | ------------ | ------------ | ----------- | ----------- |
|                          | Mouvement vers le socialisme      | Franklin Flores          | 618 221      | 39,70        | 674 220     | 44,77       |
|                          | Juntos al Llamado de los Pueblos  | Santos Quispe            | 392 132      | 25,18        | 831 816     | 55,23       |
|                          | Somos Pueblo                      | Rafael Quispe            | 349 384      | 22,44        |             |             |
|                          | Mouvement Troisième système       | Félix Patzi              | 67 948       | 4,36         |             |             |
|                          | Front pour la victoire            | Franclin Gutierrez       | 23 519       | 1,51         |             |             |
|                          | Souveraineté et liberté           | Beatriz Alvarez          | 22 626       | 1,45         |             |             |
|                          | Front d’unité nationale           | Claudia Bravo Terrazas   | 21 331       | 1,37         |             |             |
|                          | Venceremos                        | Juan Choque              | 16 314       | 1,05         |             |             |
|                          | Parti démocrate-chrétien          | Rufo Calle               | 11 033       | 0,71         |             |             |
|                          | Communauté civique - Autonomies   | Mateo Laura              | 8 578        | 0,55         |             |             |
|                          | Alliance sociale patriotique      | Julio Tito               | 7 944        | 0,51         |             |             |
|                          | Parti d'action nationale bolivien | Orlando Quispe           | 6 886        | 0,44         |             |             |
|                          | Mouvement pour la souveraineté    | Federico Zelada          | 6 269        | 0,40         |             |             |
|                          | Para La Paz, Unida Invincible     | Santiago Quenta          | 5 025        | 0,32         |             |             |
|                          |                                   |                          |              |              |             |             |
| Votes valides            | Votes valides                     | Votes valides            | 1 557 208    | 90,35        | 1 506 036   | 92,90       |
| Votes blancs et nuls     | Votes blancs et nuls              | Votes blancs et nuls     | 166 378      | 9,66         | 115 092     | 7,10        |
| Total                    | Total                             | Total                    | 1 723 586    | 100          | 1 621 128   | 100         |
| Abstention               | Abstention                        | Abstention               | 226 842      | 11,63        | 326 700     | 16,77       |
| Inscrits / participation | Inscrits / participation          | Inscrits / participation | 1 950 428    | 88,37        | 1 947 828   | 83,23       |

#### Oruro
La course dans le département d'Oruro se dispute entre onze candidats pour le poste de gouverneur départemental. Le Front d'unité nationale et le Mouvement démocrate social, deux partis de centre-droit présents sur l'ensemble de la scène politique bolivienne se sont fondus dans deux coalitions pour la course dans le département. Le premier dans la coalition Un sol para Oruro et le deuxième dans Bolivia Somos Todos.  
Le scrutin est finalement remporté par Jhonny Franklin Vedia du MAS avec 46,31 % des voix, loin devant ses rivaux Edgar Sanchez de Bolivia Somos Todos qui obtient 15,59 % des voix et Paola Pinaya de Un sol para Oruro avec 15,37 % des voix. Cet écart entre les deux premiers candidats évite la tenue d'un second tour. 
| Partis                   | Partis                            | Candidats                | Premier tour | Premier tour |
| Partis                   | Partis                            | Candidats                | Voix         | %            |
| ------------------------ | --------------------------------- | ------------------------ | ------------ | ------------ |
|                          | Mouvement vers le socialisme      | Jhonny Franklin Vedia    | 119 683      | 46,31        |
|                          | Bolivia Somos Todos               | Edgar Sánchez            | 40 289       | 15,59        |
|                          | Un sol para Oruro                 | Paola Pinaya             | 39 714       | 15,37        |
|                          | Participation populaire           | Ever Moya                | 20 964       | 8,11         |
|                          | Mouvement Troisième système       | Isar Milton Cáceres      | 9 150        | 3,54         |
|                          | Communauté civique - Autonomies   | Jhonny Rocha Ayala       | 6 679        | 2,58         |
|                          | Communauté unie d’Oruro           | Zenobio Calisaya         | 6 336        | 2,45         |
|                          | Parti d’action nationale bolivien | Lidia Lino               | 5 026        | 1,94         |
|                          | Front pour la victoire            | Marcelo Pérez            | 3 608        | 1,40         |
|                          | Unité civique de solidarité       | Bryan Oliver Nigoevic    | 3 562        | 1,38         |
|                          | Parti démocrate-chrétien          | Edson Marcelo Urtado     | 3 425        | 1,33         |
|                          |                                   |                          |              |              |
| Votes valides            | Votes valides                     | Votes valides            | 258 436      | 86,33        |
| Votes blancs et nuls     | Votes blancs et nuls              | Votes blancs et nuls     | 40 924       | 13,67        |
| Total                    | Total                             | Total                    | 299 360      | 100          |
| Abstention               | Abstention                        | Abstention               | 44 575       | 12,96        |
| Inscrits / participation | Inscrits / participation          | Inscrits / participation | 343 935      | 87,04        |

#### Pando
Un total de six partis politiques présentent un candidat au poste de gouverneur du département de Pando. Deux partis se disputent plus chaudement la course, soit le Mouvement vers le socialisme (MAS) et le Mouvement Troisième système (MTS). Le candidat du MTS, Regis Germán Richter, est d'abord choisi comme candidat du MAS en décembre 2020 avant que le président du parti, Evo Morales, annonce quelques jours plus tard que Miguel Becerra est choisi comme candidat au poste de gouverneur. Se disant malgré tout serein, Richter accepte donc à la demande de plusieurs secteurs sociaux de se présenter comme candidat du MTS. 
La Communauté civique, une coalition présente à l'échelle nationale et considérée centriste est critiquée quant à sa décision de soutenir la Communauté d'intégration démocratique (CID), une coalition de droite. Les propos de sa candidate au poste de gouverneur et ancienne sénatrice (2015-2020), Carmen Eva Gonzales, ont fait l'objet de controverses, par exemple lorsqu'elle a demandé en 2019 l'intervention des États-Unis afin de mettre fin à la « dictature » du président Evo Morales.  
Le scrutin est finalement remporté avec un faible écart par le candidat du MAS, Miguel Becerra, récoltant 41,08 % des voix, suivi du candidat du MTS, Regis Germán Richter avec 39,07 % des voix. La candidate du CID, Carmen Eva Gonzales, arrive loin derrière avec 13,05 % des voix. Ces résultats serrés obligent la tenue d'un second tour entre les deux meilleurs participants. 
Au terme d'un second tour, Richter est élu avec 54,69 % des voix contre 45,31 % pour Becerra.
| Partis                   | Partis                                | Candidats                  | Premier tour | Premier tour | Second tour | Second tour |
| Partis                   | Partis                                | Candidats                  | Voix         | %            | Voix        | %           |
| ------------------------ | ------------------------------------- | -------------------------- | ------------ | ------------ | ----------- | ----------- |
|                          | Mouvement vers le socialisme          | Miguel Becerra             | 22 155       | 41,08        | 23 911      | 45,31       |
|                          | Mouvement Troisième système           | Regis Germán Richter       | 21 069       | 39,07        | 28 856      | 54,69       |
|                          | Communauté d’intégration démocratique | Carmen Eva Gonzales        | 7 038        | 13,05        |             |             |
|                          | Pouvoir amazonien social organique    | Edgar Polanco              | 2 025        | 3,76         |             |             |
|                          | Vision démocratique amazonienne       | Eliana Rina Acosta de Vida | 994          | 1,84         |             |             |
|                          | Pando Somos Todos                     | Benito Mamani Ojeda        | 647          | 1,20         |             |             |
|                          |                                       |                            |              |              |             |             |
| Votes valides            | Votes valides                         | Votes valides              | 53 928       | 90,71        | 52 767      | 95,60       |
| Votes blancs et nuls     | Votes blancs et nuls                  | Votes blancs et nuls       | 5 522        | 9,28         | 2 431       | 4,40        |
| Total                    | Total                                 | Total                      | 59 450       | 100          | 55 198      | 100         |
| Abstention               | Abstention                            | Abstention                 | 13 771       | 18,81        | 17 831      | 24,42       |
| Inscrits / participation | Inscrits / participation              | Inscrits / participation   | 73 221       | 81,19        | 73 029      | 75,58       |

#### Potosí
Un total de dix candidats se présentent au poste de gouverneur du département de Potosí. Le jour même de l'élection, le candidat Milton Navarro de l'Action démocratique nationaliste est toutefois déclaré inhabile par les autorités électorales, faisant suite à une demande du principal intéressé pour ne pas trop éparpiller le vote. Les votes pour ce parti seront considérés comme nuls.  
Le candidat du MAS, Jhonny Mamani, est imposé par le chef du parti, Evo Morales, alors que plusieurs secteurs paysans membres du parti réclamaient Edilberto Chambi comme candidat. Cette décision unilatérale déplaît à plusieurs membres du parti qui protestent et bloquent l'accès au Tribunal électoral départemental. Chambi s'est finalement présenté sous la bannière de l'Alliance sociale et est arrivé en troisième position.
C'est néanmoins le candidat du MAS, Jhonny Mamani, qui remporte le siège avec 44,05 % des voix, suivi par Marco Pumari, ancien colistier de Luis Fernando Camacho aux élections générales de 2020 et candidat du Parti d'action nationale bolivien, qui remporte la deuxième position avec 22,29 % des voix. Celui-ci a toutefois affirmé ne plus faire partie du mouvement politique de Camacho. Considérant la large avance du vainqueur par rapport au deuxième meilleur candidat, un second tour n'est pas requis.
| Partis                   | Partis                             | Candidats                | Premier tour | Premier tour |
| Partis                   | Partis                             | Candidats                | Voix         | %            |
| ------------------------ | ---------------------------------- | ------------------------ | ------------ | ------------ |
|                          | Mouvement vers le socialisme       | Jhonny Mamani            | 140 275      | 44,05        |
|                          | Parti d'action nationale bolivien  | Marco Pumari             | 70 981       | 22,29        |
|                          | Alliance sociale                   | Edilberto Chambi         | 50 987       | 16,01        |
|                          | Mouvement d'organisation populaire | Edwin Rodríguez          | 20 602       | 6,47         |
|                          | Puka Sunqu                         | Félix Santos             | 12 324       | 3,87         |
|                          | Mouvement démocrate social         | Walter Galván            | 8 396        | 2,64         |
|                          | Communauté civique - Autonomies    | Miguel Garnica           | 6 994        | 2,20         |
|                          | Mouvement Troisième système        | Félix Vásquez            | 6 247        | 1,96         |
|                          | Front pour la victoire             | Freddy Rioja             | 1 662        | 0,52         |
|                          |                                    |                          |              |              |
| Votes valides            | Votes valides                      | Votes valides            | 318 468      | 81,88        |
| Votes blancs et nuls     | Votes blancs et nuls               | Votes blancs et nuls     | 70 482       | 18,12        |
| Total                    | Total                              | Total                    | 388 950      | 100          |
| Abstention               | Abstention                         | Abstention               | 76 317       | 16,4         |
| Inscrits / participation | Inscrits / participation           | Inscrits / participation | 465 267      | 83,6         |

#### Santa Cruz
Parmi les huit candidats qui se présentent au poste de gouverneur du département de Santa Cruz, deux semblent se disputer plus chaudement la première place, soit celui de Creemos (droite), Luis Fernando Camacho, également candidat à la présidentielle de 2020 et celui du MAS (gauche), Mario Cronenbold, également ancien maire de Warnes. 
L'immixtion du chef du MAS, Evo Morales, dans le processus de détermination du candidat au poste de gouverneur est critiquée par les bases du parti. Bien qu'il y avait consensus entre Morales et la base locale du parti autour de Mario Cronenbold, Morales lui retire son appui, après que celui-ci ait déclaré que Luis Fernando Camacho ne devrait pas être poursuivi en justice pour ses actions lors de la crise post-électorale de 2019. Au cours d'une réunion du parti, Morales annonce que Carlos Romero (es), son ancien ministre de l'Intérieur, sera le nouveau candidat. Cette annonce suscite la grogne parmi les membres, dont certains lancent des chaises, en guise de protestation, et atteignent la tête de Morales, ce qui suscite beaucoup de réactions dans la population. Après avoir retiré Romero et présenté un autre candidat – provenant d'un autre département – qu'il considérait être un compromis, Morales essuie toujours le refus de la base partisane locale et doit se résigner à accepter Cronenbold comme candidat,,.
Le candidat de Creemos, Luis Fernando Camacho, se fait connaître lors de la crise post-électorale de 2019 où il multiplie les appels aux manifestations afin d'exiger le départ d'Evo Morales. Il se présente aussi comme candidat présidentiel aux élections de 2020 où il récolte 14 % des appuis, provenant pratiquement tous de Santa Cruz. Pour les élections régionales, une multitude d'organisations civiques et politiques l'appuient et lui laissent le champ libre en ne présentant aucun candidat, dont le bien implanté MDS, évitant ainsi une dispersion du vote qui pourrait profiter au MAS,.
Camacho remporte finalement l'élection avec 55,64 % des voix contre 38,17 % pour Cronenbold. À la suite de sa victoire, il affirme que « Santa Cruz n'appartiendra jamais au MAS », ce à quoi Cronenbold répond que « les partisans du MAS proviennent aussi de Santa Cruz et que leur idéologie ne fait pas d'eux des personnes venant moins de Santa Cruz ».  
Le 21 mars, les élections sont reprises dans sept municipalités du département, dû à des actes de violence et des incendies de matériel électoral. 
| Partis                   | Partis                                 | Candidats                | Premier tour | Premier tour |
| Partis                   | Partis                                 | Candidats                | Voix         | %            |
| ------------------------ | -------------------------------------- | ------------------------ | ------------ | ------------ |
|                          | Creemos                                | Luis Fernando Camacho    | 860 023      | 55,64        |
|                          | Mouvement vers le socialisme           | Mario Cronenbold         | 589 978      | 38,17        |
|                          | Unidos                                 | Germaín Caballero        | 50 315       | 3,26         |
|                          | Sécurité, ordre et liberté             | Luís Felipe Dorado       | 20 850       | 1,35         |
|                          | Alliance de solidarité populaire       | Chi Hyun Chung           | 17 530       | 1,13         |
|                          | Mouvement nationaliste révolutionnaire | Braulio Espinoza         | 6 962        | 0,45         |
|                          |                                        |                          |              |              |
| Votes valides            | Votes valides                          | Votes valides            | 1 545 658    | 94,17        |
| Votes blancs et nuls     | Votes blancs et nuls                   | Votes blancs et nuls     | 95 644       | 5,83         |
| Total                    | Total                                  | Total                    | 1 641 302    | 100          |
| Abstention               | Abstention                             | Abstention               | 273 319      | 14,28        |
| Inscrits / participation | Inscrits / participation               | Inscrits / participation | 1 914 621    | 85,72        |

#### Tarija
Un total de sept candidats se présentent au poste de gouverneur du département de Tarija,. Parmi ceux-ci, deux candidats se disputaient plus chaudement la course, soit le candidat du Mouvement vers le socialisme (MAS), Álvaro Ruiz, et le candidat de la coalition Unidos por Tarija, Óscar Montes. Cette coalition est notamment formée du Front d'unité nationale, du Mouvement nationaliste révolutionnaire et du parti d'origine du candidat Montes, Unidos para Renovar. 
Le gouverneur sortant, Adrián Oliva, est candidat à sa réélection avec la coalition Comunidad de Todos, formée du Front révolutionnaire de gauche et de Primero la gente, deux entités constituantes de la Communauté civique, et de Souveraineté et liberté,. 
Le premier tour est remporté par le candidat du MAS, Álvaro Ruiz avec 38,17 % des voix, suivi de très près par Óscar Montes d'Unidos por Tarija avec 38,05 % des voix. En vertu des règles électorales, un second tour sera requis entre ces candidats. Le gouverneur sortant, Oliva, arrive en troisième position avec 18,05 % des voix. 
Même si la Communauté civique a déclaré supporter tous les candidats opposés au MAS en vue du second tour, un député de Tarija de ce parti est rabroué par celui-ci parce qu'il refuse d'appuyer le candidat Montes, qu'il considère comme un corrompu alors qu'il était maire de Tarija. 
Le second tour est finalement remporté par Montes avec 54,44 % des voix contre 45,56 % pour Ruiz.
| Partis                   | Partis                             | Candidats                | Premier tour | Premier tour | Second tour | Second tour |
| Partis                   | Partis                             | Candidats                | Voix         | %            | Voix        | %           |
| ------------------------ | ---------------------------------- | ------------------------ | ------------ | ------------ | ----------- | ----------- |
|                          | Mouvement vers le socialisme       | Álvaro Ruiz              | 111 391      | 38,17        | 133 719     | 45,56       |
|                          | Unidos por Tarija                  | Óscar Montes             | 111 033      | 38,05        | 159 754     | 54,44       |
|                          | Comunidad de Todos                 | Adrián Oliva             | 52 684       | 18,05        |             |             |
|                          | Intégration, sécurité et autonomie | Mirtha Arce              | 6 636        | 2,27         |             |             |
|                          | Mouvement Troisième système        | Luis Alfaro              | 5 637        | 1,93         |             |             |
|                          | Tarija pour tous                   | Alfredo Colque           | 2 780        | 0,95         |             |             |
|                          | Front pour la victoire             | Wilfredo Barrios         | 1 654        | 0,57         |             |             |
|                          |                                    |                          |              |              |             |             |
| Votes valides            | Votes valides                      | Votes valides            | 291 815      | 91,54        | 293 473     | 95,23       |
| Votes blancs et nuls     | Votes blancs et nuls               | Votes blancs et nuls     | 26 985       | 8,46         | 14 693      | 4,77        |
| Total                    | Total                              | Total                    | 318 800      | 100          | 308 166     | 100         |
| Abstention               | Abstention                         | Abstention               | 62 225       | 16,33        | 72 229      | 18,99       |
| Inscrits / participation | Inscrits / participation           | Inscrits / participation | 381 025      | 83,67        | 380 395     | 81,01       |

## Analyse

### Recul du MAS
Le Mouvement vers le socialisme, détenant avant les élections un total de six postes de gouverneurs sur neuf, n'en obtient que trois lors du présent exercice électoral, soit trois gains sur cinq au premier tour et zéro gains sur quatre au second tour. Le gouvernement central de Luis Arce devra donc composer avec une plus grande variété d'oppositions régionales. Alors que le gouverneur élu de Santa Cruz, Luis Fernando Camacho constitue en fervent opposant au gouvernement du Mouvement vers le socialisme et a joué un rôle central dans les manifestations qui ont mené à la démission d'Evo Morales, les gouverneurs élus de Chuquisaca, La Paz et Pando ont déjà été membres ou ont des affinités politiques avec le MAS.  
Cependant, la plupart des assemblées législatives départementales demeurent contrôlées par le MAS. Même dans Santa Cruz où la coalition Creemos remporte facilement dès le premier tour, le nombre de membres d'assemblée provenant du MAS égale le nombre de membres de Creemos. Pour constituer le groupe majoritaire de cette assemblée, le MAS conclut un pacte avec les membres des peuples indigènes.  

### Faible influence de la droite
Les partis de la droite traditionnelle, après leur échec aux élections générales de 2020, subissent une vaste atomisation en vue des élections infranationales : aucun d'entre eux n'est en mesure d'émerger hors de sa région d'origine respective. Même si Creemos remporte largement dans Santa Cruz, son influence dans les autres départements est insignifiante. La Communauté civique de Carlos Mesa, deuxième force politique nationale du pays, n'a eu aucun impact, ni de près ni de loin, sur les résultats de ces élections de l'ensemble des départements. 

### Affinités avec l'opposition
Dans la plupart des départements, mis à part Santa Cruz et probablement Tarija, le MAS fait face à de nouveaux types d'opposition, distincts des opposants traditionnels. Les nouveaux groupes politiques en présence, tels que Jallalla et le Mouvement Troisième système, sont constitués notamment de personnes issues des milieux populaires et d'anciens membres du MAS. Ces nouveaux acteurs imposeront des défis de cooptation, de négociation et de concessions. 
Créé en décembre 2019, le parti Jallalla, n'ayant au départ aucune base sociale et idéologique, est constitué en formant des alliances avec des partis de toutes idéologies confondues. Son chef, Leopoldo Chui, se présente en 2019 comme candidat vice-présidentiel avec le Parti d'action nationale bolivien, dont les assises reposent sur le syndicalisme et en 2020 comme candidat vice-présidentiel avec le Front pour la victoire, dirigé par Chi Hyun Chung, un pasteur évangélique conservateur. En vue des élections régionales de 2021, le parti s'allie avec Felipe Quispe, un dirigeant aymara, ce qui donne au parti une base indianiste et le rapproche des intérêts du MAS. Quant au MTS, celui-ci est fondé par Félix Patzi, ancien ministre de l'Éducation (2006-2008) avec le MAS et gouverneur de La Paz (2015-2021) avec Souveraineté et liberté, et partage avec le MAS une vision indianiste similaire, bien que ce dernier soit moins radical. 